# Shandong Stadium
Shandong Stadium (chiń. 山东省体育中心体育场; pinyin Shāndōng shěng Tǐyùzhōngxīn Tǐyùchǎng) – wielofunkcyjny stadion w mieście Jinan, w Chinach. Obiekt może pomieścić 43 700 widzów. Został otwarty w 1988 roku. Swoje spotkania rozgrywa na nim drużyna Shandong Luneng Taishan. Stadion był jedną z aren piłkarskiego Pucharu Azji 2004. Rozegrano na nim sześć spotkań fazy grupowej, jeden ćwierćfinał oraz jeden półfinał turnieju.